# Дин Гуаньгэнь
Дин Гуаньгэнь (кит. упр. 丁关根, пиньинь Dīng Guāngēn; сент. 1929 года, Уси, пров. Цзянсу — 22 июля 2012, Пекин) — китайский политический, партийный деятель. Член Политбюро ЦК КПК (1992—2002, кандидат с 1987) и секретариата ЦК (1989—2002), заведующий отделами ЦК — пропаганды (1992—2002) и единого фронта (1990—1992). Возглавлял Управление по делам Тайваня — и одновременно с тем зампред Госплана (1988—1990). Министр путей сообщения (1985-88). Соратник Дэн Сяопина.
Член КПК с июля 1956 года, член ЦК (с 12 созывакооптирован 1985), член Политбюро (14-15 созывов, кандидат 13 созыва), секретарь ЦК (13с 1989, 14-15 созывов). Депутат ВСНП 8 созыва (1993—1998).

## Биография
Ханьской национальности.
Окончил престижный Шанхайский университет транспорта (1951), инженер.
В 1958—1969 годах работал в Министерстве путей сообщения КНР.
Во время Культурной революции в 1969—1972 годах — рабочий.
В 1972—1975 годах сотрудник транспортного университета.
Затем вернулся в Министерство путей сообщения: в 1975—1981 годах замдиректора бюро иностранных дел, в 1981—1983 годах директор образовательного бюро.
В 1983—1985 годах замгенсека ПК ВСНП.
В 1985—1988 годах министр путей сообщения КНР. После ряда железнодорожных катастроф с гибелью людей ушел в отставку.
В 1988—1990 годах возглавлял Управление по делам Тайваня при Госсовете КНР, одновременно зампред Госплана.
В 1990—1992 годах заведующий Отделом единого фронта ЦК КПК.
В 1992—2002 годах заведующий Отделом пропаганды ЦК КПК и глава центральной руководящей группы по пропаганде и идеологической работе (Central Leading Group for Propaganda and Ideology), одновременно в 1997—2002 годах руководитель новосозданной комиссии по вопросам духовной культуры при ЦК КПК (Central Guidance Commission on Building Spiritual Civilization).
«Ключевая фигура „номер восемь“ в партийной иерархии до 2002 г.», — отмечает о нём Ричард Макгрегор. (В Посткоме Политбюро ЦК КПК до 2002 года было семь членов.)
Вместе со своим замом в комиссии по вопросам духовной культуры Ли Теином, они указывались ключевыми сторонниками Цзян Цзэминя, причём Дин даже указывался его главным выдвиженцем. В 2000 году вместе с Вэй Цзяньсином и Ху Цзиньтао выступил с критикой Цзяна.
Упоминают про его конфликты, в частности с премьером Чжу Жунцзи.
Он указывался коммунистическим «консерватором».
Указывался протеже Вань Ли и Цяо Ши.
Был освобождён от должности завотделом пропаганды в октябре 2002 года, накануне XVI съезда КПК, состоявшегося месяц спустя.
На посту завотделом пропаганды его сменил Лю Юньшань, до этого с 1993 года являвшийся его заместителем.
С 2002 года на пенсии. Умер от болезни.
Его тело было кремировано на революционном кладбище Бабаошань в Пекине.
Провожать Дин Гуаньгэня в последний путь пришли Ху Цзиньтао, У Банго, Вэнь Цзябао, Ли Чанчунь, Си Цзиньпин, Ли Кэцян, Хэ Гоцян, Чжоу Юнкан и другие китайские лидеры.
«Выдающийся член КПК, испытанный и верный борец за идеалы коммунизма и видный руководитель на фронте пропаганды, идеологии и культуры Китая», — отмечалось агентством Синьхуа в сообщении о его смерти.